# Photoscotosia miniosata
Photoscotosia miniosata là một loài bướm đêm trong họ Geometridae.